# Flaga stanowa Montany
Flaga stanowa Montany przedstawia pieczęć stanową Montany, umieszczoną na niebieskim, symbolizującym przynależność do Unii, tle. Aktualna flaga została wprowadzona w roku 1905, słowo "Montana" dodano w roku 1981.
Proporcje 2:3, 3:5 lub 5:8